# مانويل كاردوسو
مانويل كاردوسو (بالبرتغالية: Manuel Cardoso‏) هو ملحن برتغالي، ولد في 11 ديسمبر 1566 في Fronteira, Portugal ‏ في البرتغال، وتوفي في 24 نوفمبر 1650 في لشبونة في البرتغال.

## وصلات خارجية
- مانويل كاردوسو على موقع ميوزك برينز (الإنجليزية)
- مانويل كاردوسو على موقع أول ميوزيك (الإنجليزية)
- مانويل كاردوسو على موقع ديسكوغز (الإنجليزية)